# السعودي العلمي
السعودي العلمي مجموعة علمية عربية مستقلة ومتخصصة في نشر المقالات وآخر الأخبار العلمية الموثّقة، بالإضافة إلى الرسوم المعلوماتية ، والمقاطع المرئية ، والصوتية باللغة العربية. تعتبر المجموعة رائدة في التواصل العلمي (Science_communication) باللغة العربية في الإعلام الجديد وكذلك تهدف إلى تغذية المحتوى العلمي العربي على الشبكة العنكبوتية بأدبيات علمية متنوعة. بدأت المجموعة كصفحة في فيسبوك منتصف عام 2012، وخلال 3 سنوات فقط أصبحت أكبر مجموعة علمية مستقلة في المملكة العربية السعودية بعضوية أكثر من 100 فرد ومتابعة أكثر من 200 ألف شخص عبر الموقع الرسمي ووسائل التواصل الاجتماعية؛ مثل فيسبوك وتويتر وانستغرام ويوتيوب وساوند كلاود.

## الرسالة
مجموعة من المختصين يتابعون الأبحاث ، والاكتشافات العلمية الحديثة،  ويوثقون مصادرها، وينشرون المعرفة العلمية بدقة ترقى لطموح المختصين،  وبلغة سهلة تشوق المهتمين.

## الرؤية
مصدر إعلامي موثوق ومرجع علمي دقيق لإثراء المحتوى العلمي العربي.

## الأهداف
1. نشر المعرفة والثقافة العلمية من مصادرها الموثوقة والمتخصصة بشكل مباشر وبمستوى مفهوم لغير المتخصص.
2. مواكبة الحركة العلمية الغربية بنقل وترجمة الأبحاث بشكل سريع ودقيق.
3. إثراء المحتوى العلمي العربي.
4. رفع مستوى الثقافة العلمية في العلوم الأساسية في المجتمع السعودي بدايةً والمجتمعات العربية على المدى البعيد.
5. تكوين بيئة علمية تجمع المتخصصين في العلوم الطبيعية لتوفر جو علمي يمكن التعرف على الخبراء من مختلف العلوموإمكانية الاستفادة من خبراتهم والتعاون فيما بينهم.
6. تعريف العالم بالعلماء السعوديين البارزين والمؤثرين في مجالاتهم العلمية.
7. التوعية والتثقيف بأساليب البحث العلمي وطرق الوصول إلى المعلومة العلمية.
8. بناء شبكة واسعة تربط مكونات المجتمع العلمي السعودي من أفراد وجهات رسمية ومؤسسات و مناشط ذات طابع علمي.
9. زيادة الثقة في الأبحاث والتطبيقات العلمية السعودية، من أجل بناء التقاليد البحثية و تحقيق توطين و تملك المعرفة قدر المستطاع.
10. مصدر للمعلومة الموثوقة ومرجع لتمحيص الشائعات وإجابة الإستفسارات العلمية.

## وصلات داخلية
- مجلة علمية
- علم
- منهج علمي
- بحث علمي
- مجلة علمية محكمة

## روابط خارجية
- الموقع الرسمي